# Mount Bayliss
Der Mount Bayliss ist ein verhältnismäßig flacher Berg im ostantarktischen Mac-Robertson-Land. Er erstreckt sich 10 km östlich des Mount Menzies in den Prince Charles Mountains in ostwestlicher Richtung über eine Länge von 14 km.
Entdeckt wurde der Berg im Jahr 1957 bei einem Überflug im Rahmen der Australian National Antarctic Research Expeditions (ANARE). Eine seismologische Mannschaft unter der Leitung von Keith Benson Mather (1922–2003) kartierte den Berg bei der von 1957 bis 1958 dauernden ANARE. Das Antarctic Names Committee of Australia (ANCA) benannte den Berg nach australischen Kartografen Edward Percival Bayliss, der für die Abteilung des Eigentums- und Vermessungswesen des australischen Innenministeriums im Jahr 1939 eine Landkarte über Antarktika veröffentlichte.